# 麥克勞林 (密西西比州)
麥克勞林（英語：McLaurin）是位於美國密西西比州福雷斯特縣的非建制地區。

## 歷史
麥克勞林的郵局於1896年設立，其後於1954年停運。

## 地理
麥克勞林所處的海拔為高於海平面108米（即354英呎），而該地所採用的時區為UTC-6，即北美中部時區（CST）。同時該地設有夏令時間，為UTC-6調快一小時，即UTC-5（CDT）。